# Leoncio Cervera
Leoncio Cervera Estela (Cajamarca, 12 de septiembre de 1965) es un reconocido exfutbolista peruano y exdirector técnico en Universitario de Deportes - sub-17. Se desempeñaba en la posición de defensa. Pasó la mayor parte de su carrera en Sport Boys y Universitario de Deportes. Actualmente está retirado y se le perdió la pista, como a muchos otros grandes del fútbol peruano.

## Trayectoria en el Fútbol

### Inicios
A los 18 años, en 1983, Leoncio Cervera comenzó en un equipo de fútbol de divisiones menores llamado Defensor de los Baños del Inca, en el cual destacó por primera vez en Liga Provincial de Cajamarca.

Leoncio Cervera como jugador por el club deportivo Defensor Baños del Inca

### Universidad Técnica de Cajamarca (UTC)
En 1985, debutó en la Primera División del Perú con el club deportivo Universidad Técnica de Cajamarca, más conocido como UTC.

Leoncio Cervera, debut para el equipo UTC (Universidad Técnica de Cajamarca)

### Universitario de Deportes
Leoncio Cervera participó en la Copa Libertadores de América en 1989, haciendo uno de sus goles de los más memorables de la historia del club.

## Clubes
| Club                      | País | Año       |
| ------------------------- | ---- | --------- |
| UTC de Cajamarca          | Perú | 1985-1986 |
| Universitario de Deportes | Perú | 1987-1989 |
| Sport Boys                | Perú | 1990-1992 |
| San Agustín               | Perú | 1993      |

## Palmarés

### Campeonatos nacionales
| Título                    | Club                      | País | Año  |
| ------------------------- | ------------------------- | ---- | ---- |
| Primera División del Perú | Universitario de Deportes | Perú | 1987 |